# 奇烏雷
13°22′57″S 39°46′54″E / 13.38250°S 39.78167°E
奇烏雷（葡萄牙語：Chiúre），是莫桑比克的城鎮，位於該國北部，由德爾加杜角省負責管轄，是奇烏雷區的首府，面積79平方公里，2007年人32,603，人口密度每平方公里413人。2012年人口83,004。